# Brockman Airport
Brockman Airport är en flygplats i Australien. Den ligger i kommunen Ashburton och delstaten Western Australia, omkring 1 100 kilometer norr om delstatshuvudstaden Perth. Brockman Airport ligger 584 meter över havet.
Trakten runt Brockman Airport är nära nog obefolkad, med mindre än två invånare per kvadratkilometer.. Det finns inga samhällen i närheten.
Omgivningarna runt Brockman Airport är i huvudsak ett öppet busklandskap. Genomsnittlig årsnederbörd är 527 millimeter. Den regnigaste månaden är januari, med i genomsnitt 242 mm nederbörd, och den torraste är augusti, med 1 mm nederbörd.